# 桜井裕子 (モデル)
桜井 裕子（さくらい ゆうこ、1972年2月15日 - ）は、日本の元モデル・タレントである。本名：鍋田裕子。

## 来歴
北葛飾郡杉戸町出身。1996年3月、埼玉県立久喜高等学校全日制普通科卒業。卒業後、フリーターをしながら、2001年10月4日に、2001年度ミス・インターナショナル世界大会に応募し、2002年度ミス・ワールド 日本代表に選出される。その後、オスカープロモーションに所属し、広告モデル等を務める。
2005年6月24日の出演をもって、『REDS TV GGR』のアシスタント職を寿退職し、芸能界を引退した

## 出演番組

### テレビ
- REDS TV GGR（テレビ埼玉）※アシスタント - 2004年3月7日 - 2005年6月24日

## その他

### 映像作品
- カラオケビデオ（Victor Sound Cafe）